# Bâtiment de l'école élémentaire de Jablanica
Le bâtiment de l'école élémentaire de Jablanica (en serbe cyrillique : Зграда Основне школе у Јабланици ; en serbe latin : Zgrada Osnovne škole u Jablanici) se trouve à Jablanica, dans la municipalité de Boljevac et dans le district de Zaječar, en Serbie. Il est inscrit sur la liste des monuments culturels protégés de la république de Serbie (identifiant no SK 474).

## Présentation
L'école de Jablanica est avec celle de Lukovo l'une des plus anciennes de la région ; elle a été construite dans les années 1870.
Le bâtiment est constitué de pierres massives et de briques. Il comprenait deux salles de classe et une salle pour le professeur. L'école est restée en fonction jusqu'à la construction d'une école plus grande en 1922.
À la fin du XXe siècle, l'école a été transformée pour accueillir des manifestations culturelles.